# Броньчице (Малопольское воеводство)
Броньчи́це (пол. Brończyce) — село в Польше в сельской гмине Сломники Краковского повета Малопольского воеводства.

## География
Село располагается в 3 км от административного центра гмины города Сломники и в 24 км от административного центра воеводства города Краков.
В 1975—1998 годах село входило в состав Краковского воеводства.

## Население
По состоянию на 2013 год в селе проживало 275 человек.
| 2007 | 2013 |
| ---- | ---- |
| 132  | 275  |

Данные переписи 2013 года:
| Перепись  | Всего   | Всего | Женщины | Женщины | Мужчины | Мужчины |
| --------- | ------- | ----- | ------- | ------- | ------- | ------- |
| Единицы   | человек | %     | человек | %       | человек | %       |
| Население | 217     | 100   | 131     | 60,36   | 86      | 39,64   |